# Giliðtrítitindur
Giliðtrítitindur er et 643 meter højt fjeld på øen Vágar i det vestlige Færøerne.

## See også
- Fjelde på Færøerne

62°04′35″N 7°11′50″V / 62.076417°N 7.1972°V